# ماري سترونج كليمنس
ماري سترونج كليمنس (بالإنجليزية: Mary Strong Clemens)‏ هي مستكشفة وعالمة نبات أمريكية، ولدت في 3 يناير 1873 في نيويورك في الولايات المتحدة، وتوفيت في 13 أبريل 1968 في بريزبان في أستراليا.

## حياتها
نضم جوزيف كليمنس إلى جيش الولايات المتحدة في عام 1902 كقسيس برتبة نقيب وخدم في الفلبين وأمريكا ثم فرنسا خلال الحرب العالمية الأولى وتقاعد في عام 1918. خلال الفترة التي قضاها في الفلبين في 1905-1907 قامت ماري برحلات واسعة عبر لوزون ومينداناو وبعد تقاعد زوجها أصبح مساعدًا لها وعمل الزوجان كفريق من جامعي النبات المحترفين بدوامٍ كامل وعادةً ما كانت ماري تجمع النبات بينما يجففها جوزيف ويعدها للشحن.
```
بين الحربين العالميتين الأولى والثانية، زار آل كليمنس مقاطعتي هيبي وشاندونغ في 
الصين
 بالإضافة إلى 
الهند
 الصينية وبورنيو نورث البريطانية وساراواك وجافا وسنغافورة. وتجدر الإشارة بشكل خاص إلى زياراتهم لجبل كينابالو في شمال بورنيو في عام 1915 ومرة أخرى في 1931-1934 إذ جمعوا أكبر مجموعات النبات من هذا الجبل.
```

```
في آب 1935 ذهبوا إلى إقليم الانتداب في غينيا الجديدة حيث توفي جوزيف في كانون الثاني عام 1936 بتسمم غذائي من لحم الخنزير البري الملوث. استمرت ماري في العمل في غينيا الجديدة حتى كانون الأول 1941 عندما تم إرسالها إلى أستراليا بسبب الحرب الوشيكة. في أستراليا خصصت ماري كليمنس بعض المساحة في معشبة 
كوينزلاند
 في بريسبن في سقيفة خلف المبنى الرئيسي واستخدمتها قاعدة واصلت منها جمع نباتاتها. وعلى الرغم من توفر كل تسهيلات المعيشة في المعشبة والتي كان في الأساس غرض الإقامة فيها أن تكون مؤقتة وعرضية إلا أن ماري استقرت فيها خلال العشرين عامًا التالية.
```

```
كانت تعيش في نزل على بعد 5 كم وكانت تمشي إلى المعشبة في وقت مبكر من صباح اليوم وأحيانًا تطهو وجبات الطعام وتنام في السقيفة هناك طوال الليل على الرغم من أنها أُمِرت بعدم ذلك. كان لدى ماري كليمنس معتقد ديني قوي عبرت عنه بطرق كثيرة مثل كتابة الاقتباسات من 
الكتاب المقدس
 يوميًا في مجلتها الميدانية وغناء النشيد المتكرر الذي جلب شكاوى من السكان المقيمين معها والجيران ودفعها مقابلًا لرحلة ميدانية تقدم دروس الكتاب المقدس وترنيمات دينية.
```

```
حصرت ماري كليمنس أعمالها النباتية في أستراليا في ولاية كوينزلاند وقامت برحلات ميدانية إلى تشارليفيل (1945) ومقاطعة جيركو (1946)، ومقاطعة ماكاي (1947)، ومقاطعة ماريبوروه (1948)، وإينجهام وتولي في شمال كوينزلاند (1949). كان وركها المكسور في عام 1950 بمثابة نهاية لرحلاتها الميدانية الطويلة لكنها استمرت في العمل في معشبة كوينزلاند حتى أوائل الستينيات. توفيت بسلام في 13 نيسان 1968 عن عمر يناهز 95 عامًا.
[
8
]
```